# Очаківський повіт (Трансністрія)
Очаківський повіт (рум. Județul Oceacov) — адміністративно-територіальна одиниця губернаторства Трансністрія в роки Другої світової війни. Містився на території Миколаївської області. Центром повіту був Очаків.

## Адміністративний устрій
Очаківський повіт складався з міста Очаків та трьох районів: Александерфельдського, Варварівського і Очаківського.
Керівництво повітом здійснювала префектура на чолі з префектом, а районами керували претури, які очолювали претори.